# Ernst Klett mladší
Ernst Klett mladší (7. července 1911 Stuttgart – 28. ledna 1998 Stuttgart) byl německý nakladatel a autor. Zásadně se podílel na výstavbě nakladatelství Ernst Klett Verlag.
Ernst Klett se narodil jako nejmladší syn Ernsta Kletta staršího a Melity Rippmann ve německém Stuttgartu v Bádensku-Württembersku. Měl šest dalších sourozenců.
Roku 1930 započal Klett se studiem práv a národního hospodářství v Königsbergu. Později se nechal zaučit v knihkupectví Hinrichs v Lipsku. V roce 1936 vstoupil do rodinného nakladatelství Ernst Klett Verlag, které se v té době skládalo jen z tiskárny a malého vydavatelství.
Během druhé světové války bylo nakladatelství uzavřeno. Na začátku války byl Ernst Klett povolán do Böblingenu k tankovému oddílu, odkud byl převelen na ruskou frontu. Silně emocionální zážitky z války ovlivnily jeho osobní život. Měl velmi kritický a odmítavý názor vůči nacismu, a proto se nikdy nestal členem NSDAP.
Život po válce zasvětil rozvoji rodinného nakladatelství. V listopadu 1945 získalo nakladatelství jako jedno z prvních v Německu licenci americké vlády. Při řízení rodinného podniku se nebál zkoušet novinky. Do svého nakladatelství si zval mnoho autorů jako např. Alexandra Mitscherlicha, Hartmuta von Hentinga, Gola Manna či Ernsta Jüngera, se kterými navazoval pevná přátelství.
Mezi léty 1971 a 1974 byl předsedou Burzovního sdružení německých knihkupců (německy Börsenverein des Deutschen Buchhandels). Do roku 1981 byl členem poradní rady učebnicových vydavatelství.
Ve věku 65 let (v roce 1976) přenechal vedení rodinné firmy svým synům Thomasovi a Michaelu Klettovi. Zemřel 28. ledna 1998 ve Stuttgartu.

## Ocenění
- 7. července 1971 získal čestný doktorský titul na filozofické fakultě Univerzity Würzburg.
- 30. prosince 1971 obdržel velký kříž za zásluhy Záslužného řádu Spolkové republiky Německo.
- 1. října 1974 se stal čestným profesorem spolkové země Bádensko-Württembersko.
- 18. června 1977 získal medaili Friedricha Perthese.
- 7. července 1981 dostal medaili Jana Amose Komenského.
- 4. května 1985 obdržel medaili za zásluhy spolkové země Bádensko-Württembersko.
- 12. června a 7. července 1986 získal Cenu města Stuttgart.
- 3. října 1987 dostal čestnou medaili Německé národní knihovny.